# Bóng đá năm 1900
Dưới đây là các sự kiện bóng đá trên toàn thế giới năm 1900.

## Sự kiện
- 28 tháng 1: Hiệp hội bóng đá Đức được thành lập ở Leipzig.

## Vô địch quốc gia
| - Argentina: Câu lạc bộ bóng đá Alumni Athletic - Bỉ: Rhodienne-Verrewinkel K.F.C. - Anh: Aston Villa - Pháp: Le Havre - Ireland: Belfast Celtic - Italy: Genoa | - Hà Lan: HVV Den Haag - Scotland: Rangers - Thụy Điển: AIK - Thụy Sĩ: Grasshopper Zurich - Uruguay: CURCC |

## Thế giới
- Giải bóng đá Liên hiệp Anh 1900 (3 tháng 2– 7 tháng 4 năm 1900)

 Scotland
- Thế vận hội Mùa hè 1900 tại Paris, Pháp (20 tháng 10 – 28 1900)
  1.  Vương quốc Anh
  2.  Pháp
  3.  Bỉ